# Lars Frederiksen and the Bastards (album)
Lars Frederiksen and the Bastards è il primo ed eponimo album in studio del gruppo musicale statunitense Lars Frederiksen and the Bastards, pubblicato nel 2001.

## Tracce
1. Intro – 0:13
2. Dead American – 2:06
3. Six Foot Five – 2:18
4. To Have and to Have Not (Billy Bragg cover) – 2:46
5. Army of Zombies – 2:39
6. Campbell, CA – 2:17
7. Wine and Roses – 3:21
8. Anti-Social – 2:06
9. 10 Plagues of Egypt – 2:30
10. Leavin Here (Eddie Holland cover) – 2:40
11. Subterranean – 4:06
12. Skunx – 3:06
13. Vietnam – 4:07

## Formazione
- Lars Frederiksen - voce, chitarra, slide guitar
- Jason Woods - basso
- Gordy Carbone - cori
- Scott Abels - batteria, percussioni
- Tim Armstrong - chitarra (traccia 11)